# When Love Takes Over
When Love Takes Over (englisch für Wenn die Liebe übernimmt) ist ein Lied des französischen DJs und Produzenten David Guetta, das er mit der US-amerikanischen Sängerin Kelly Rowland aufgenommen hat. Der Song wurde als erste Singleauskopplung aus dem Album One Love am 21. April 2009 veröffentlicht. When Love Takes Over wurde von David Guetta und Frédéric Riesterer produziert.

## Hintergrund
Kelly Rowland hat mehrfach erklärt, dass Tanzmusik eigentlich nicht die Art von Musik sei, die sie aufnehmen wolle. Im Jahr 2008 aber traf sie Guetta in Südfrankreich bei einem seiner DJ-Auftritte. Guetta spielte die Instrumental-Version von „When Love Takes Over“; daraufhin habe sie geweint: 

„I felt so much emotion from the track; something happened the first time I heard it, and it was just beautiful. And I remember thinking 'Why is this touching me like this?' You know, it was like there was a kinda soul-tie to it!“

„Dieser Titel ging mir so nah! Als ich ihn das erste Mal hörte, passierte etwas, was einfach schön war. Und ich erinnere mich, dass ich dachte: Warum berührt mich das so? Weißt du, es war irgendwie so, als wäre meine Seele verbunden mit diesem Lied.“

Nach dem Treffen mit Guetta fragte Rowland, ob sie den Text für das Lied schreiben dürfe.

„So I met David and asked him for the track... He gave it to me, and I brought it back here to London, UK and wrote the actual song.“

„Also habe ich ihn getroffen und ihn um den Titel gebeten... Er gab ihn mir, und ich brachte ihn zurück nach London und schrieb den Text.“

Rowland traf später Guetta im Tonstudio, um den Song aufzunehmen.

## Aufnahme und Produktion
Die Aufnahme und Abmischung des Liedes fand im Sommer und Herbst 2008 statt. Nachdem Kelly Rowland ein Demo der instrumentalen Piano-Version von „When Love Takes Over“ mit Schlagzeug erhalten hatte, schrieb sie einen Text dafür und nahm das Stück in London innerhalb eines Tages auf. Dabei bekam sie Unterstützung durch die australischen Songwriter Miriam Nervo und Olivia Nervo (The Nervo Twins). Der Song wurde zu der Zeit von Guetta nicht weiter verfolgt, bis er anfing, sein Studioalbum One Love aufzunehmen. Nachdem das Lied für das Studioalbum One Love ausgewählt worden war, beauftragte Guetta Frédéric Riesterer für das endgültige Abmischen des Liedes.

## Komposition
When Love Takes Over ist ein Synthiepop Dance „uplifting floor-filler“ Song produziert durch David Guetta und Frédéric Riesterer. Jason Lipshutz vom Billboard Magazin beschrieb das Lied als Pop-Nummer, gebaut mit einer Klavier-Schleife und pochenden Trommeln, mit Disco Beats und Trance Elementen.

## Musikvideo

### Hintergrund und Konzept

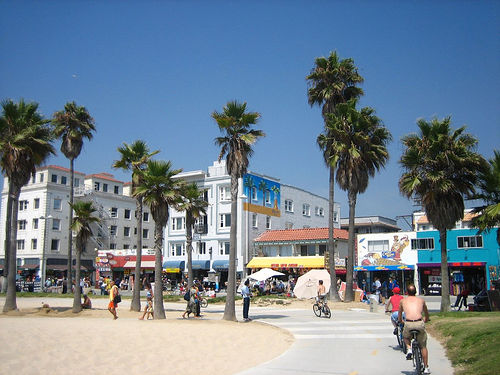
Das Musikvideo wurde am „Venice Beach“ und „Boardwalk“ gedreht.

Das Musikvideo wurde am 19. Mai 2009 in Venice bei Los Angeles von Jonas Åkerlund gedreht. Guetta sagte, dass das Video die Geschichte des Liedes widerspiegeln sollte, das Konzept und die Erstellung:

„You see Kelly doing her thing and then me on the other side doing mine. Eventually we come together just like how we recorded the song. It's all about sharing the love from this record and making a big party.“

„Sie sehen, wie Kelly ihr Ding macht und ich meins. Irgendwann kommen wir zusammen, so wie wir auch den Song aufgenommen haben. Es geht darum, die Liebe zu teilen, die von dieser Platte ausgeht und darum, das zu feiern.“

Das Musikvideo wurde am 8. Juni 2009 auf David Guettas Youtube-Kanal uraufgeführt.

### Inhalt
In dem Video sieht man Kelly Rowland, wie sie zu Fuß zum Strand in Venice Beach geht. David Guetta läuft gleichzeitig mit seinem DJ-Equipment zum Strand. Am Ende des Videos sieht man David Guetta und Kelly Rowland zusammen auf einer Late Night Party.

## Mitwirkende
- David Guetta – Songwriter, Produzent
- Kelly Rowland – Songwriter, Gesang
- Miriam Nervo – Songwriter
- Olivia Nervo – Songwriter
- Frédéric Riesterer – Songwriter, Produzent
- Véronica Ferraro – Abmischer
- Bruno Guel – Mastering

## Kommerzieller Erfolg

### Chartplatzierungen
| ChartsChartplatzierungen       | Höchstplatzierung | Wochen |
| ------------------------------ | ----------------- | ------ |
| Deutschland (GfK)              | 2 (41 Wo.)        | 41     |
| Frankreich (SNEP)              | 2 (39 Wo.)        | 39     |
| Österreich (Ö3)                | 3 (40 Wo.)        | 40     |
| Schweiz (IFPI)                 | 1 (55 Wo.)        | 55     |
| Vereinigte Staaten (Billboard) | 76 (9 Wo.)        | 9      |
| Vereinigtes Königreich (OCC)   | 1 (30 Wo.)        | 30     |

| ChartsJahrescharts (2009)    | Platzierung |
| ---------------------------- | ----------- |
| Deutschland (GfK)            | 10          |
| Österreich (Ö3)              | 11          |
| Schweiz (IFPI)               | 2           |
| Vereinigtes Königreich (OCC) | 20          |

### Auszeichnungen für Musikverkäufe
| Land/Region                  | Auszeichnungen für Musikverkäufe (Land/Region, Auszeichnung, Verkäufe) | Verkäufe  |
| ---------------------------- | ---------------------------------------------------------------------- | --------- |
| Australien (ARIA)            | 2× Platin                                                              | 140.000   |
| Belgien (BRMA)               | Gold                                                                   | 15.000    |
| Dänemark (IFPI)              | Platin                                                                 | 30.000    |
| Deutschland (BVMI)           | Platin                                                                 | 300.000   |
| Frankreich (SNEP)            | Gold                                                                   | 150.000   |
| Italien (FIMI)               | Platin                                                                 | 30.000    |
| Kanada (MC)                  | Gold                                                                   | 40.000    |
| Neuseeland (RMNZ)            | Gold                                                                   | 7.500     |
| Österreich (IFPI)            | 2× Platin                                                              | 60.000    |
| Schweden (IFPI)              | Gold                                                                   | 20.000    |
| Schweiz (IFPI)               | Platin                                                                 | 30.000    |
| Spanien (Promusicae)         | Platin                                                                 | 40.000    |
| Vereinigtes Königreich (BPI) | 2× Platin                                                              | 1.200.000 |
| Insgesamt                    | 5× Gold · 11× Platin ·                                                 | 2.042.500 |

Hauptartikel: David Guetta/Auszeichnungen für Musikverkäufe